# Ley Tydings-McDuffie

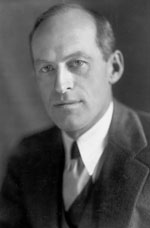
El senador Millard Tydings fue uno de los autores de la ley.

La Ley Tydings-McDuffie, oficialmente Ley de Independencia de Filipinas (en inglés, Tydings-McDuffie Act o  Philippine Independence Act), Ley Pública 73–127, 48 Stat. 456, es una ley federal de los Estados Unidos promulgada el 24 de marzo de 1934, que estableció el procedimiento para que las Filipinas, una colonia estadounidense, se convirtiera en un país independiente después de un período de transición de diez años. Bajo la vigencia de esta ley, se redactó la Constitución de Filipinas de 1935 y se estableció la Mancomunidad Filipina, con un primer presidente electo directamente en las islas. Asimismo, se establecieron limitaciones a la inmigración filipina en Estados Unidos.
La ley fue presentada al 73.º Congreso de los Estados Unidos por el senador Millard Tydings (Demócrata) de Maryland y el representante John McDuffie (Demócrata) de Alabama, y promulgada por el presidente Franklin D. Roosevelt.
La independencia de Filipinas, prevista inicialmente para el 24 de marzo de 1944, no pudo llevarse a cabo en la fecha prevista debido a la ocupación japonesa del archipiélago durante la Segunda Guerra Mundial y sería pospuesta hasta el 4 de julio de 1946, ya una vez finalizada la guerra.

## Historia
En 1934, Manuel L. Quezón, Presidente del Senado de Filipinas, se dirigió en una misión a Washington, D. C. para conseguir la independencia filipina. Presionó con éxito el Congreso de los Estados Unidos y aseguró la aprobación de la Ley.

## Contenido
La ley especifica un marco de procedimientos para la elaboración de una constitución para el gobierno de la Mancomunidad de las Filipinas dentro de los dos años de su promulgación. Se especificó una serie de disposiciones constitucionales obligatorias, y que requiere la aprobación de la constitución por el presidente estadounidense y por los filipinos. Estados Unidos reconocería la independencia de las Filipinas como una nación independiente y autónoma después de un período de transición de diez años.
Antes de la independencia, la ley permitió a Estados Unidos mantener sus fuerzas militares en Filipinas y llamar a todas las fuerzas militares del gobierno de Filipinas en el servicio militar estadounidense. La ley facultó al presidente estadounidense, dentro de los dos años posteriores a la independencia, a negociar las cuestiones relativas a las reservas navales de Estados Unidos y estaciones de abastecimiento de combustible en las islas.
La ley reclasificó a todos los filipinos, incluyendo aquellos que vivían en los Estados Unidos como  extranjeros a efectos de la inmigración a los Estados Unidos. Se estableció un cupo de 50 inmigrantes por año. Antes de esta ley, los filipinos eran clasificados como nacionales de los Estados Unidos, pero no ciudadanos de Estados Unidos, y al mismo tiempo se les permitió emigrar con relativa libertad, pero se les negó el derecho de naturalización dentro del territorio estadounidense, a menos que fueran ciudadanos por nacimiento en el territorio continental.

## Efectos
La cuota de inmigración en el marco de la ley fue baja, y la inmigración continuó en niveles muy superiores a la cuota legal. Esto se debió a la fuerza de los grupos de presión agrícolas, tales como los plantadores de azúcar de Hawái, que eran capaces de ejercer presión con éxito al gobierno federal para que inmigraran trabajadores agrícolas filipinos varones cuando era necesario. Esto aumentó aún más la población filipina en Hawái, que llegó a representar el 25 % de los trabajadores agrícolas en las islas.
La ley también dio lugar a la Ley de repatriación filipina de 1935. La ley extendió la política de exclusión de los asiáticos y la Ley de Inmigración de 1924 para Filipinas. Esta política obstaculizó la vida interna de muchos filipinos dentro de los Estados Unidos, ya que cualquier filipino que deseaba ir a su país natal y luego regresar a los Estados Unidos estaría sujeto a las restricciones de la inmigración asiática y probablemente nunca se le permitiría regresar.
En 1946 los Estados Unidos disminuyeron las severas restricciones de la Ley Tydings-McDuffie con la Ley Luce-Celler, que aumentó la cuota de inmigrantes filipinos a 100 por año y dio a los filipinos el derecho a convertirse en ciudadanos estadounidenses naturalizados.